# 플뤼엘라 고개
플뤼엘라 고개(Fluelapass, Pass dal Flüela)는 그라우뷘덴주에 있는 해발 2,384m에 이르는 스위스 알프스의 높은 산길이다. 전통적으로 알불라 알프스와 실브레타 알프스 사이의 경계로 간주되었으며, 이 고개는 라인강과 다뉴브강 유역 사이의 유역을 가로지른다. 고개는 플뤼엘라 슈바르츠호른(알불라 알프스)과 플뤼엘라 비스호른(실브레타 알프스)에서 내려다 보인다. 고개의 정상은 Lai da la Scotta 호수와 Lai Nair 호수 사이에 있다.
플뤼엘라는 포장도로를 통과한다. 후자의 도로는 다보스(그라우뷘덴주 중부)와 수시(엥가딘)를 연결한다. 고개 정상에는 플루엘라 호스피스가 있다. 1999년 이후로 이 산맥은 페라이나 터널을 통해 매우 낮은 고도에 있지만, 철도로도 횡단할 수 있다. 래티셰 철도가 운영하는 이 노선은 클로스터스와 수시와 라핀을 연결하고, 플뤼엘라 도로에서 북동쪽으로 약 5-7km 거리에 있다. 자동차 셔틀 열차도 노선에서 운영된다. 결과적으로 통행로가 더 이상 일년내내 열려 있다고 보장되지 않는다.

NGO 단체인 찬성파(Pro) 플뤼엘라 페라인은 1990년에 설립되어, 여름이 지나도 개장을 연장했다. 회비와 주정부 및 지방 자치단체의 보조금으로 자금을 조달한다.